# انجمن علمی شتر ایران
انجمن علمی شتر ایران یکی از انجمن‌های علمی ایران در حوزه علوم دامی و دامپزشکی است که در جهت پیشبرد و ارتقای علمی و توسعه کیفی نیروهای متخصص و بهبود بخشیدن به امور آموزشی و پژوهشی در زمینه‌های مربوطه، از کمیسیون انجمن‌های علمی ایران طی نامه شماره ۱۸۰۹۸۱/۳–۱۲/۹/۹۱ مجوز تأسیس در یافت نموده‌است.

## تاریخچه
در اختتامیه همایش منطقه‌ای اولویت‌های تحقیقاتی شتر که در ۲۶ و ۲۷ فروردین ۱۳۸۸ در مشهد مقدس برگزار گردید تعدادی از افراد متخصص در این حوزه خواستار تشکیل انجمن علمی شتر کشور شدند در این راستا هیئت مؤسس تشکیل و مکاتبات لازم برای تأسیس انجمن توسط نماینده هیئت مؤسس انجام شد. پس از تلاش‌های زیاد و ارائه چندین نوبت توجیه مبنی بر ضرورت تشکیل انجمن در ایران؛ بدنبال قطعنامه اولین کنگره ملی شتر که در ۲۹ و ۳۰ فروردین ۱۳۹۱ در مشهد مقدس برگزار گردید سرانجام دبیر خانه کمیسیون انجمن‌های علمی با تشکیل انجمن موافقت نمود.

## هیئت مؤسس
| ردیف | نام و نام خانوادگی           | رشته و مدرک تحصیلی             | مرتبه علمی      | محل کار                                            |
| ---- | ---------------------------- | ------------------------------ | --------------- | -------------------------------------------------- |
| ۱    | دکتر حسن تاجبخش              | دکتری تخصصی                    | استاد           | دانشگاه تهران فرهنگستان علوم                       |
| ۲    | دکتر علی اکبر موسوی موحدی    | دکتری بیوشیمی بیو فیزیک        | استاد           | دانشگاه تهران                                      |
| ۳    | دکتر تقی تقی پور بازرگانی    | دکتری تخصصی بیماری‌های داخلی    | استاد           | دانشگاه تهران                                      |
| ۴    | دکتر احمد عریان              | دکتری تخصصی                    | استاد           | دانشگاه شیراز                                      |
| ۵    | دکتر امیر نیاسری             | دکتری تخصصی تولید مثل دام      | استاد           | دانشگاه تهران                                      |
| ۶    | دکتر عبد الحسین دلیمی        | دکتری تخصصی انگل‌شناسی          | استاد           | دانشگاه تربیت مدرس                                 |
| ۷    | دکتر رضا ولی زاده            | علوم دامی                      | استاد           | دانشگاه فردوسی مشهد                                |
| ۸    | دکتر محسن ملکی               | دکتری تخصصی آسیب‌شناسی          | دانشیار         | دانشگاه فردوسی مشهد                                |
| ۹    | دکتر نظر افضلی               | دکتری تخصصی علوم دامی          | دانشیار         | دانشگاه بیرجند                                     |
| ۱۰   | دکتر محمد رحیم اجی کلاهی     | دکتری تخصصی بیماری دام‌های بزرگ | دانشیار         | دانشگاه شهید چمران اهواز                           |
| ۱۲   | دکتر عباس علی ناصریان        | دکتری تغذیه دام                | دانشیار         | دانشگاه فردوسی مشهد                                |
| ۱۳   | دکتر محمد علی امامی میبدی    | دکتری ژنتیک و اصلاح دام        | استادیار        | مرکز تحقیقات سمنان                                 |
| ۱۴   | دکتر محسن مشکوه              | دکتری تخصصی بهداشت مواد غذایی  | استادیار        | سازمان دامپزشکی کشور                               |
| ۱۵   | دکتر آرمین توحیدی            | دکتری تخصصی فیزیولوژی          | استادیار        | دانشگاه تهران                                      |
| ۱۶   | دکتر سعید زیبایی             | دکتری تخصصی میکروبیولوژی       | استادیار پژوهشی | مؤسسه تحقیقات واکسن و سرم‌سازی رازی - شعبه شمال شرق |
| ۱۷   | دکتر سونیا زکی زاده          | دکتری ژنتیک و اصلاح دام        | استادیار        | مجتمع آموزش جهاد کشاورزی خراسان رضوی               |
| ۱۸   | مهندس سید احمد رضا سید علیان | مهندسی ژنتیک و اصلاح نژاد دام  | کارشناس ارشد    | مرکز اصلاح نژاد دام کشور                           |
| ۱۹   | دکتر اکبر ولی نژاد           | دکتری دامپزشکی                 | مربی            | مؤسسه تحقیقات واکسن و سرم‌سازی رازی - شعبه شمال شرق |
| ۲۰   | مهندس مهناز صالحی            | مهندس علوم دامی                | مربی            | مؤسسه تحقیقات علوم دامی کشور - کرج                 |
| ۲۱   | مهندس داود کیانزاد           | مهندس علوم دامی                | کارشناس ارشد    | مرکز اصلاح نژاد دام کشور                           |
| ۲۲   | دکتر احسان مقدس              | دکتری دامپزشکی                 | کارشناس ارشد    | سازمان دامپزشکی کشور                               |
| ۲۳   | مهندس احسان فرزاد            | مهندس دامپروری                 | مربی پژوهشی     | مرکز تحقیقات خراسان رضوی                           |
| ۲۴   | مهندس حمیدرضا منظمی          | کارشناس ارشد                   | کارشناس ارشد    | جهاد کشاورزی خراسان رضوی                           |